# Philautus oxyrhynchus
Philautus oxyrhynchus és una espècie extinta de granota que va viure a Sri Lanka.